# Libération des espaces publics

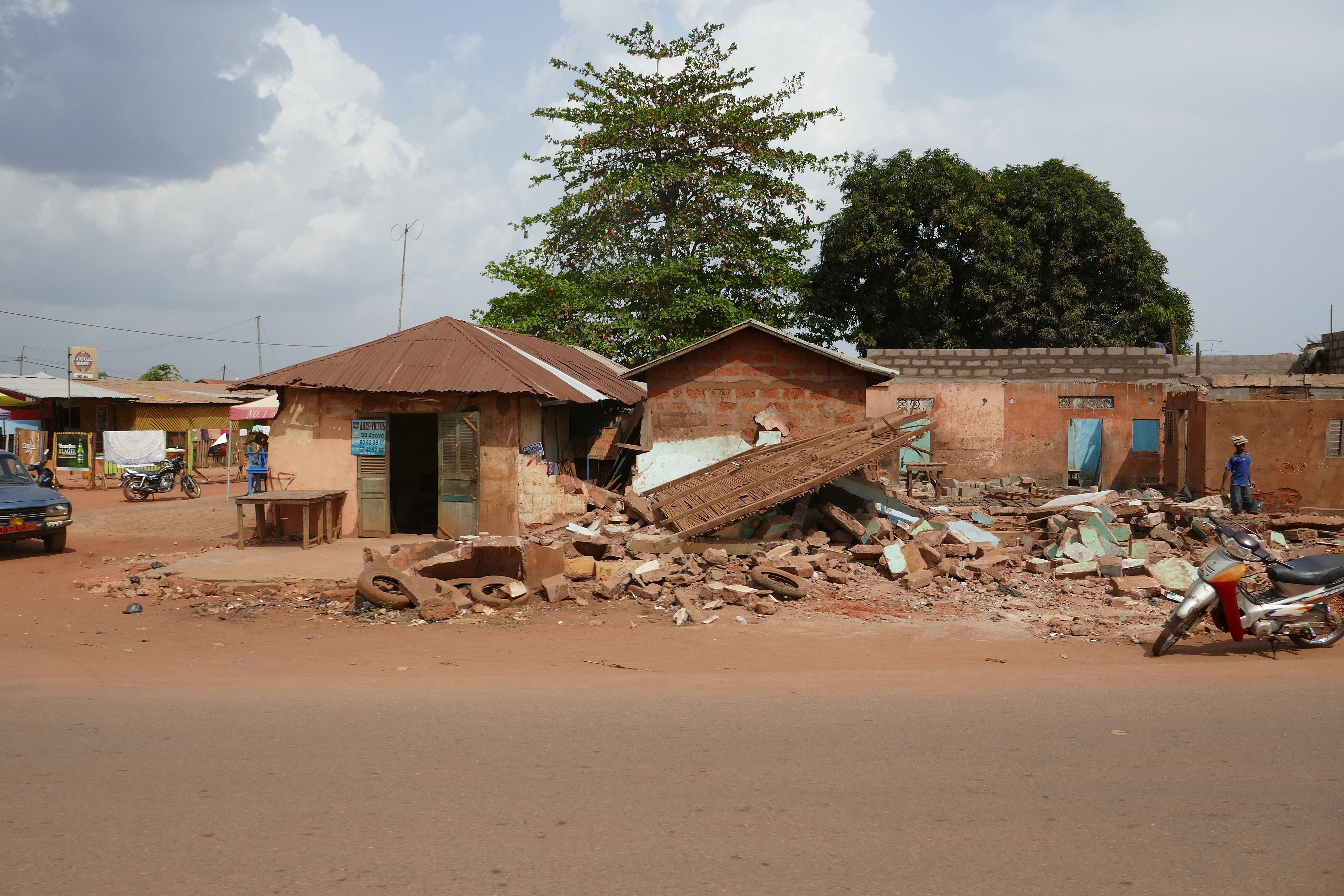
Maisons trop proches des routes en cours de destruction en mars 2017 à Azovè, dans le département de Couffo.

La Libération des espaces publics est une vaste opération de déguerpissement des espaces publics dans plusieurs grandes villes du Bénin. Démarrée le 4 janvier 2017 par le gouvernement du président Patrice Talon, cette opération vise à rendre à nouveau accessibles les espaces publics, qui étaient occupés de manière illégale par des particuliers, des marchands ou des entreprises pour le compte des activités commerciales. Elle a des conséquences spatiales, économiques et sociales très importantes sur le Bénin.

## Contexte
Communément appelé déguerpissement en Afrique francophone, cette opération de libération des espaces publics concerne les personnes et les vendeurs qui mènent les activités informelles occupant les routes et les trottoirs, les artisans et les petits restaurants installés de façon anarchique et sans titre de propriété de certains espaces. Elle concerne par ailleurs des véhicules stationnés occupant les terre-pleins centraux ou des véhicules obstruant ces espaces publics.

### Phase de préparation de la population
Programmée sur deux phases dont la première consistant à libérer effectivement tous les trottoirs et terre-pleins centraux des principaux axes routiers concerne une première série de villes dont notamment Cotonou, Porto-Novo, Parakou, Abomey-Calavi, Ouidah, Bohicon, Abomey, Sèmè- Kpodji. Quant à seconde phase, elle prend en compte le reste du domaine public (trottoirs et terre-pleins centraux des autres axes urbains, espaces publics entre trottoirs et alignements des propriétés de toutes les voies primaires et secondaires urbaines, tous espaces publics naturels).
Pendant plus de 6 mois, l'opération est annoncée par le ministère chargé du cadre de vie par différentes stratégies. 
Il s'agit entre autres de grands affiches et panneaux implantés dans la ville, des croix rouges sur les murs des terrasses et des édifices construits sur le domaine public, des sorties médiatiques, des communiqués télé radio nationale et communautaires qui sont autant de méthodes utilisées pour communiquer sur cette opération.
La lundi 9 juillet 2018 sur la plage de Fidjrossè, accompagné des éléments de la police républicaine la préfecture de Cotonou après avoir publié un communiqué exhortant les occupants à libérer les espaces publics donné une dernière sommation aux occupants installés le long la Route de pêches. 

### Phase de mise œuvre de l'opération
Le mercredi 4 janvier 2017 à Cotonou, l'opération de libération des espaces publics par l’assaut des bulldozers avec un fort déploiement militaire sous la supervision du préfet du Littoral, Modeste Toboula. Démarrée sur l’axe Houéyiho-Fidjrossè, l'opération s'est poursuivie sur plusieurs mois sous la supervisons du préfet par la destruction des buvettes, des cafétérias installées au bord du trottoir, démolition des maisons à étages, notamment dans les endroits considérés comme le couloir de passage de l’eau. Pendant ce temps des camions ramassaient les gravats, rendant ainsi les lieux propres.

## Impacts et Mesures
Cette opération, loin de redorer le blason du Bénin dans toutes ses dimensions touristiques et sécuritaires, accentue la situation précaire des populations  avec des impacts socio-économiques sur les femmes qui opèrent en majorité dans l’informel. Il s'agit en effet de l’incapacité de nombreux commerçants à solder les créances acquises auprès des structures financières du fait de l’économie tournant au ralenti, et le relogement non effectif des sinistrés alléger leur peine.

## Mouvements de protestation
Le 5 janvier 2017, Thérèse Waounwa et les vendeurs et revendeurs des marchés réunis sous la bannière du Comité national des revendeurs, vendeurs et artisans du Bénin pour la liberté et le pain (Conarab), annoncent une marche pour s’opposer à cette opération de déguerpissement sans une option de relogement. Le préfet annonce la suspension de la marche par  l’arrêté préfectoral portant interdiction temporaire de toute manifestation sur la voie publique dans le département du Littoral, toute manifestation de nature à dresser de foule reste interdite à compter du 02 au 31 janvier 2017, excepté le 10 janvier 2017.